# Ueslei Raimundo Pereira da Silva
Ueslei Raimundo Pereira da Silva (født 19. april 1972) er en brasiliansk fodboldspiller.